# وای‌جی پلاس
وای‌جی پلاس (انگلیسی: YG Plus Inc.) (سابقاً فونیکس هولدینگز آی‌ان‌سی.) یک شرکت رسانه‌ای و تبلیغاتی با تجارت عمومی در کره جنوبی است که توسط وای‌جی انترتینمنت در نوامبر ۲۰۱۴ تأسیس شد.